# Dina Vierny
Pour les articles homonymes, voir Vierny.
Dina Vierny, née Dina Aïbinder le 12 janvier 1919 (25 janvier dans le calendrier grégorien) à Kichinev (en Bessarabie alors roumaine, actuellement en Moldavie sous le nom de Chișinău) et morte le 20 janvier 2009 à Neuilly-sur-Seine, est une collectionneuse d'art française qui fut modèle pour plusieurs peintres, mais principalement pour Aristide Maillol.
Muse du sculpteur depuis l'âge de quinze ans, elle est désignée dix ans plus tard, en 1944, exécuteur testamentaire de celui-ci, qui la considérait comme sa fille, et devient galeriste. Choisie en 1972 par l'unique héritier de Maillol pour être son légataire universel, elle crée en 1983 la Fondation Dina-Vierny et ouvre en 1995 à Paris le musée Maillol.

## Biographie

### Immigrée (1919-1939)
Dina Aïbinder est la fille d'un pianiste né le 12 décembre 1889 à Chișinău, Jacob Aïbinder, dit Jacques. Sa mère est également musicienne, et sa tante, cantatrice. Les deux familles sont issues de cette importante communauté juive russe qui est venue s'installer à la fin des années 1830 dans la nouvelle capitale de la Bessarabie, Zone de Résidence de l'Empire russe, et qui a subi en 1903 et 1905 deux pogroms au retentissement mondial. Quand, au sortir de la Première Guerre mondiale, Dina Aïbinder naît, la République démocratique moldave, devenue indépendante à la faveur de la Révolution de 1917, a rejoint le royaume de Roumanie depuis dix mois. Sa langue maternelle est le russe.
Elle a six ans quand, en 1925, elle rejoint, via Odessa, Varsovie et Berlin, son père, qui a fui le désastre de la NEP et a trouvé un emploi de pianiste accompagnateur dans un cinéma de Paris. L'appartement familial devient un lieu de rencontre d'une certaine intelligentsia.
Un ami de son père, l'architecte Jean-Claude Dondel, remarque la ressemblance de l'adolescente avec les statues d'Aristide Maillol. En 1934, il la présente au sculpteur, qui ne fait plus poser sa femme, Clotilde, et a convoqué successivement plusieurs modèles. Le maître la choisit pour être son unique modèle. Elle n'a que quinze ans, lui soixante-treize, et elle lui redonnera le goût de faire de grandes sculptures. Il la fait poser tous les jours trois heures durant dans son atelier de Marly et lui aménage un pupitre pour qu'elle puisse faire ses devoirs sans cesser de poser. Elle devient dès lors la figure essentielle de l'œuvre du sculpteur. Il lui montre ses carnets, en fait la confidente de son processus de création. Cette initiation, totalement chaste même si elle n'est pas à sens unique, l'attitude du modèle n'étant pas toujours neutre, durera dix ans ; elle est aussi une transmission. Dina Vierny pose aussi pour de nombreux amis de Maillol, tel Raoul Dufy.

Œuvres d'Aristide Maillol pour lesquelles Dina Vierny a posé
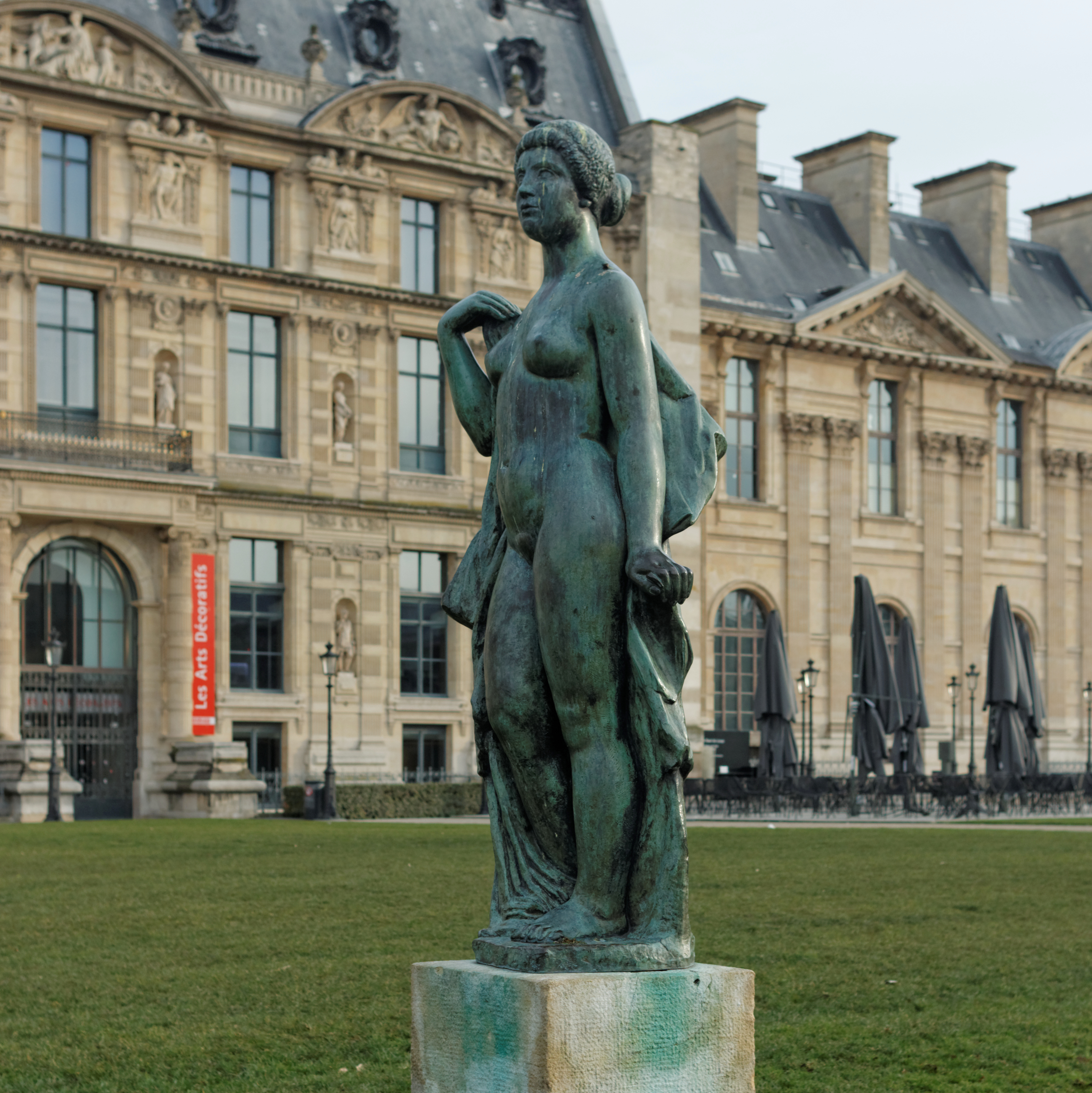
La Baigneuse drapée (1937).
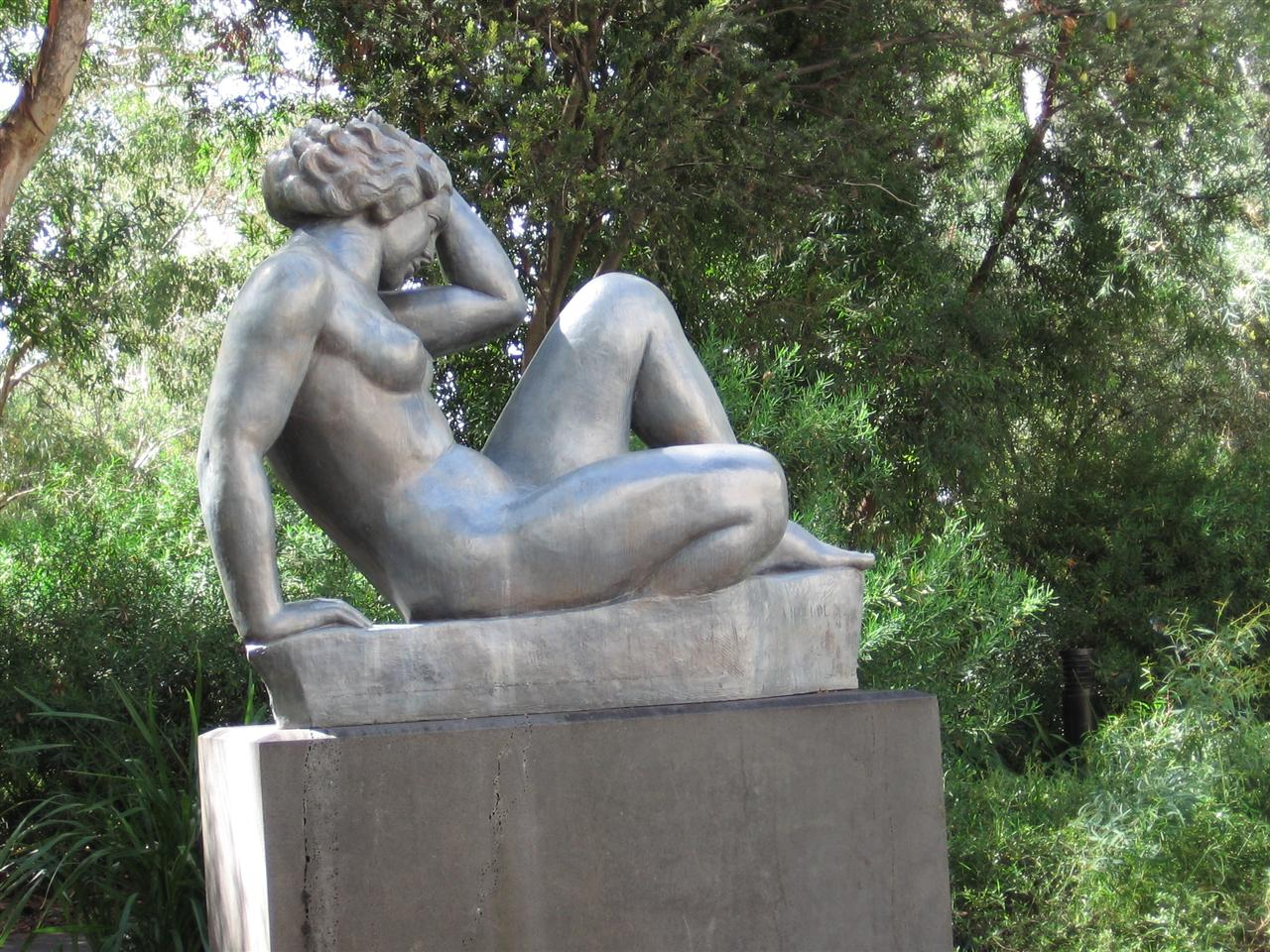
La Montagne (1937).
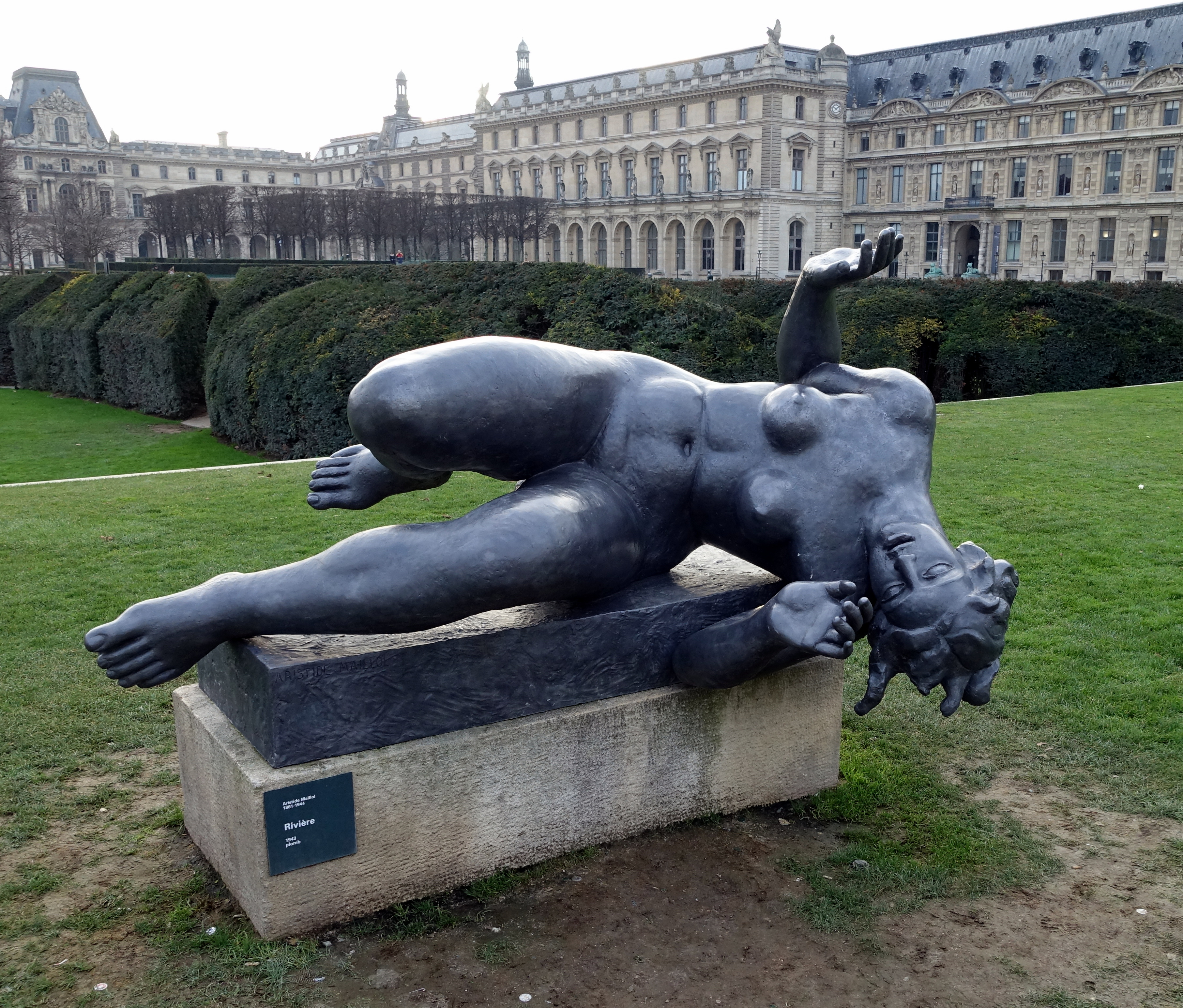
La Rivière (1938).
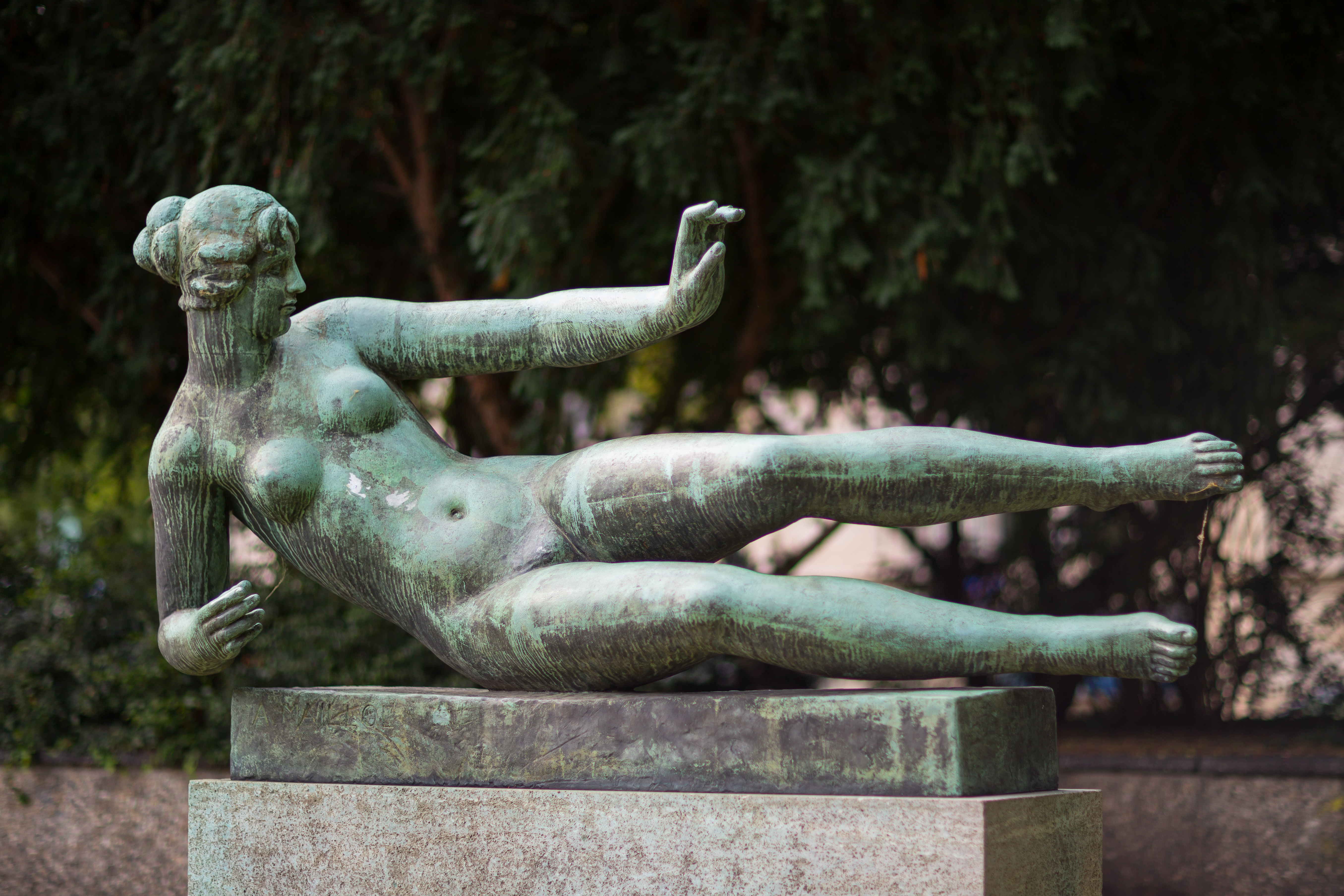
L'Air (1939).
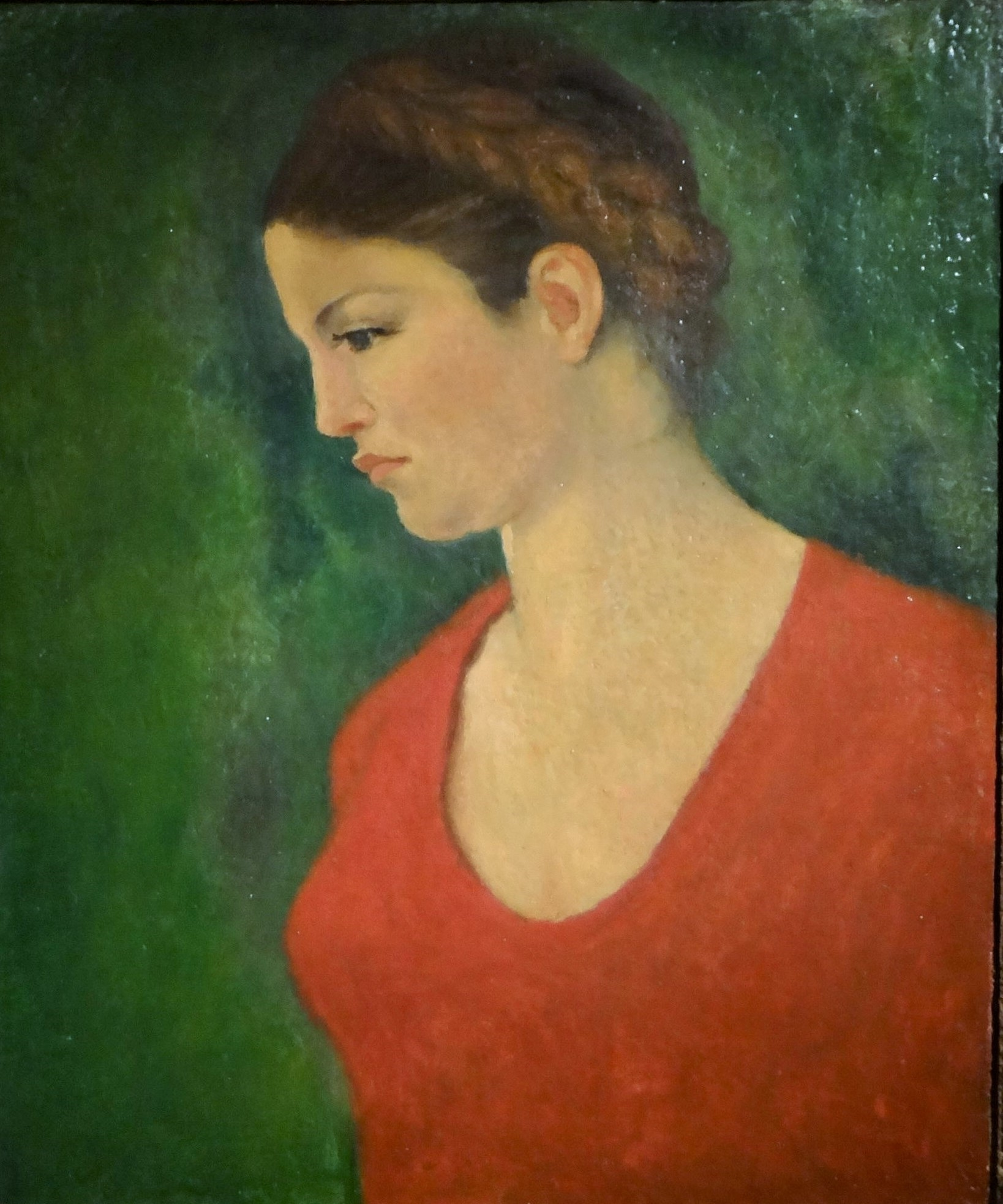
Portrait de Dina (1940).
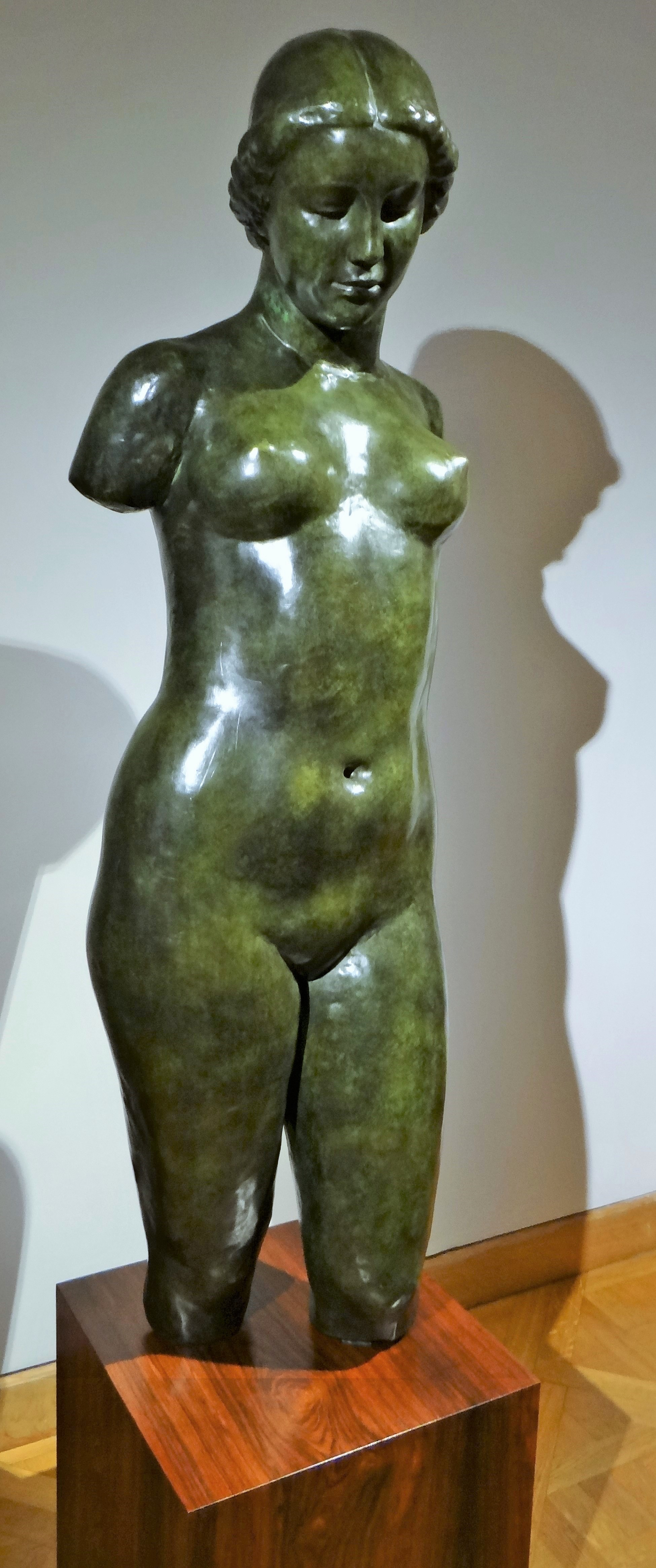
Torse de Dina (1943).
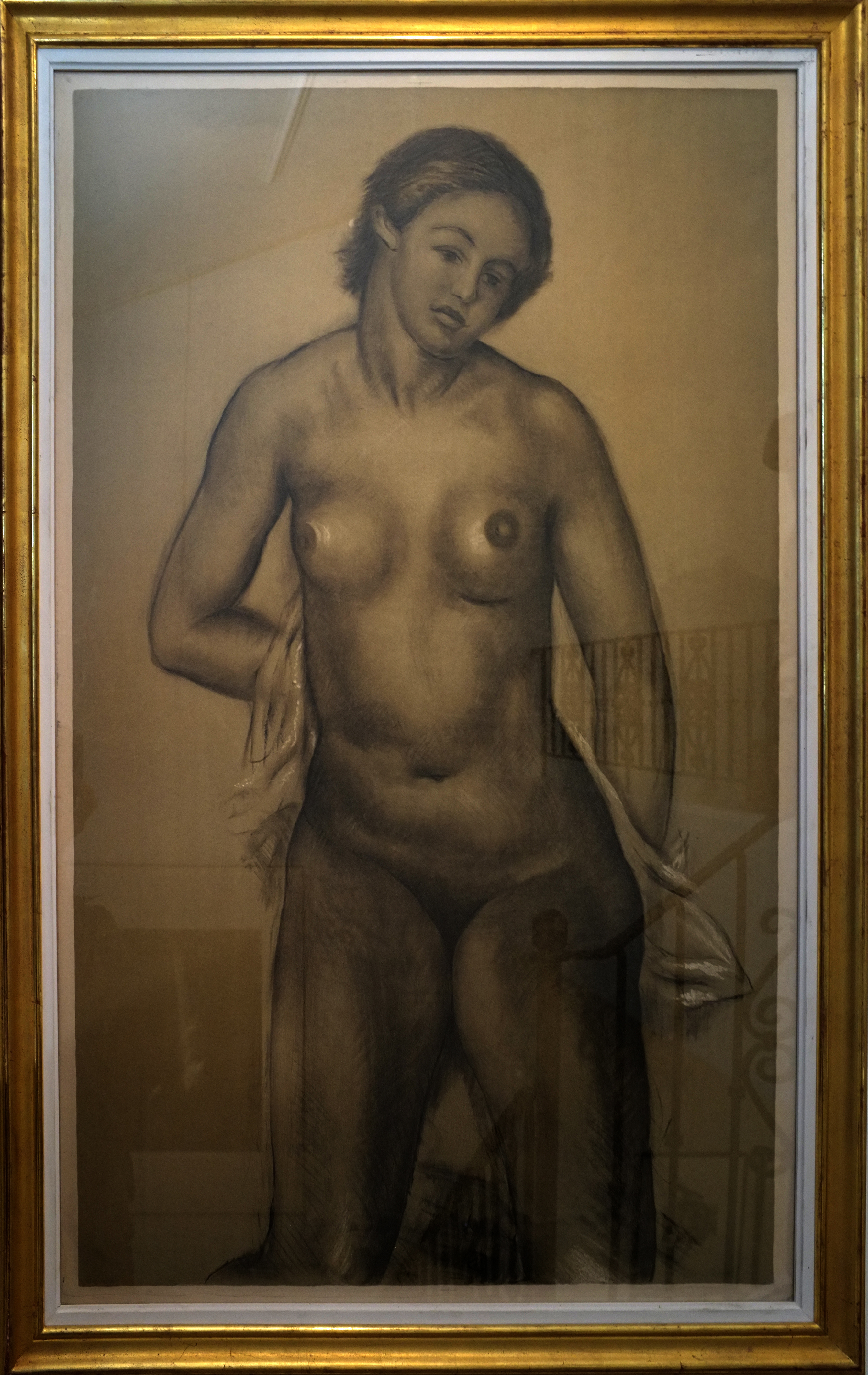
Dina, lithographie (1943).

Tout en poursuivant des études universitaires de physique-chimie qui la destinent au métier de laborantine, elle se passionne pour le surréalisme et a l'occasion de fréquenter André Breton, Marcel Duchamp, Serge Poliakoff, Serge Charchoune, mais aussi Paul Valéry, André Gide, Kees van Dongen, Édouard Vuillard, les nabis dont Aristide Maillol est resté proche. Rompant avec les engagements socio-démocrates familiaux, elle adhère aux idées trotskystes. Son compagnon, le photographe et chanteur Pierre Jamet, participe à la Ligue française pour les auberges de jeunesse, fondée en 1930 par Marc Sangnier. En 1936, pour soutenir le mouvement ouvrier au sein du Front populaire, elle joue dans une pièce à sketches du groupe Octobre de Jacques Prévert.
En 1938, elle épouse Sacha Vierny, un ancien camarade rencontré dans un camp de vacances, devenu instituteur, qui s'est inscrit à l'École de Maisons-Alfort pour devenir vétérinaire. Il deviendra l'un des plus importants directeurs de la photographie français. Elle joue un petit rôle dans le film Altitude 3.200, de Jean Benoit-Lévy, aux côtés de Jean-Louis Barrault et de Bernard Blier.

### Résistante (1940-1944)

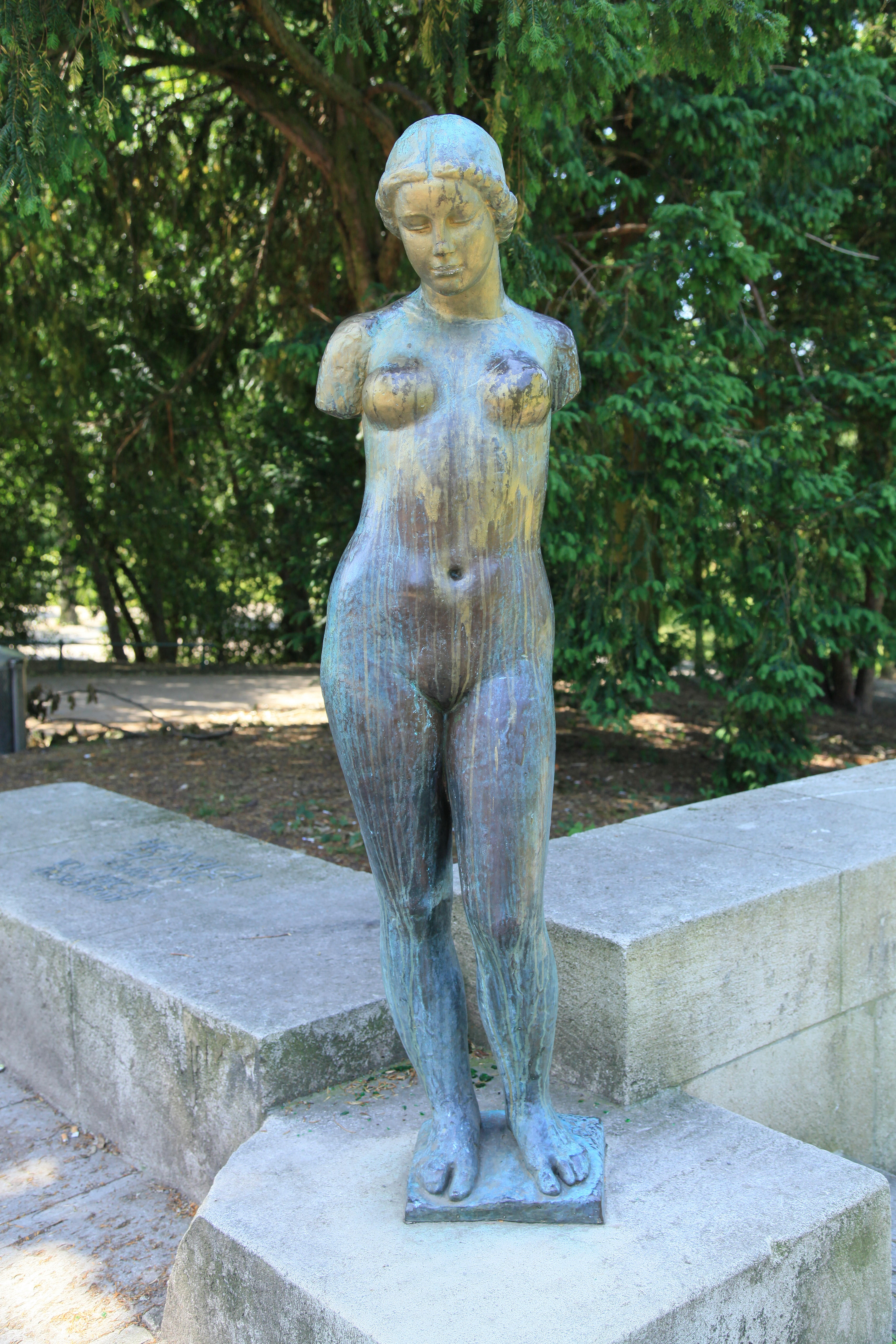
Harmonie, portrait de Dina Vierny et dernière œuvre d'Aristide Maillol, restée inachevée.

Dès le début de la Seconde Guerre mondiale, le gouvernement de la Troisième République pourchasse les militants du Parti communiste. Depuis l'appartement d'invités que Maillol a mis avant guerre à sa disposition à Banyuls-sur-Mer, Dina Vierny fait le passeur pour ceux de ces antifascistes qui tentent de fuir par l'Espagne. Elle l'avoue d'emblée au vieil homme, qui a puisé auprès d'elle les ressources d'un renouveau intellectuel et artistique. Il lui indique alors un chemin de contrebandiers à travers les Pyrénées orientales, la « voie Maillol ». La robe rouge de « Didi », qui sert de signe de reconnaissance à ceux qui doivent la rejoindre à une terrasse de café, inspire en 1940 à l'artiste un tableau, Dina à la robe rouge.
Pendant l'Occupation, elle est arrêtée une première fois par la gendarmerie nationale. L'avocat commis par Maillol la fait libérer en inventant une histoire de contrebande d'huile pour le marché noir, mais son dossier est transmis à la Gestapo. Ashkénaze catégorisée de « race juive » par la pseudo loi du 2 juin 1941, elle est susceptible d'être raflée dès la mise en place du Commissariat général aux questions juives par Vichy, en avril 1941.

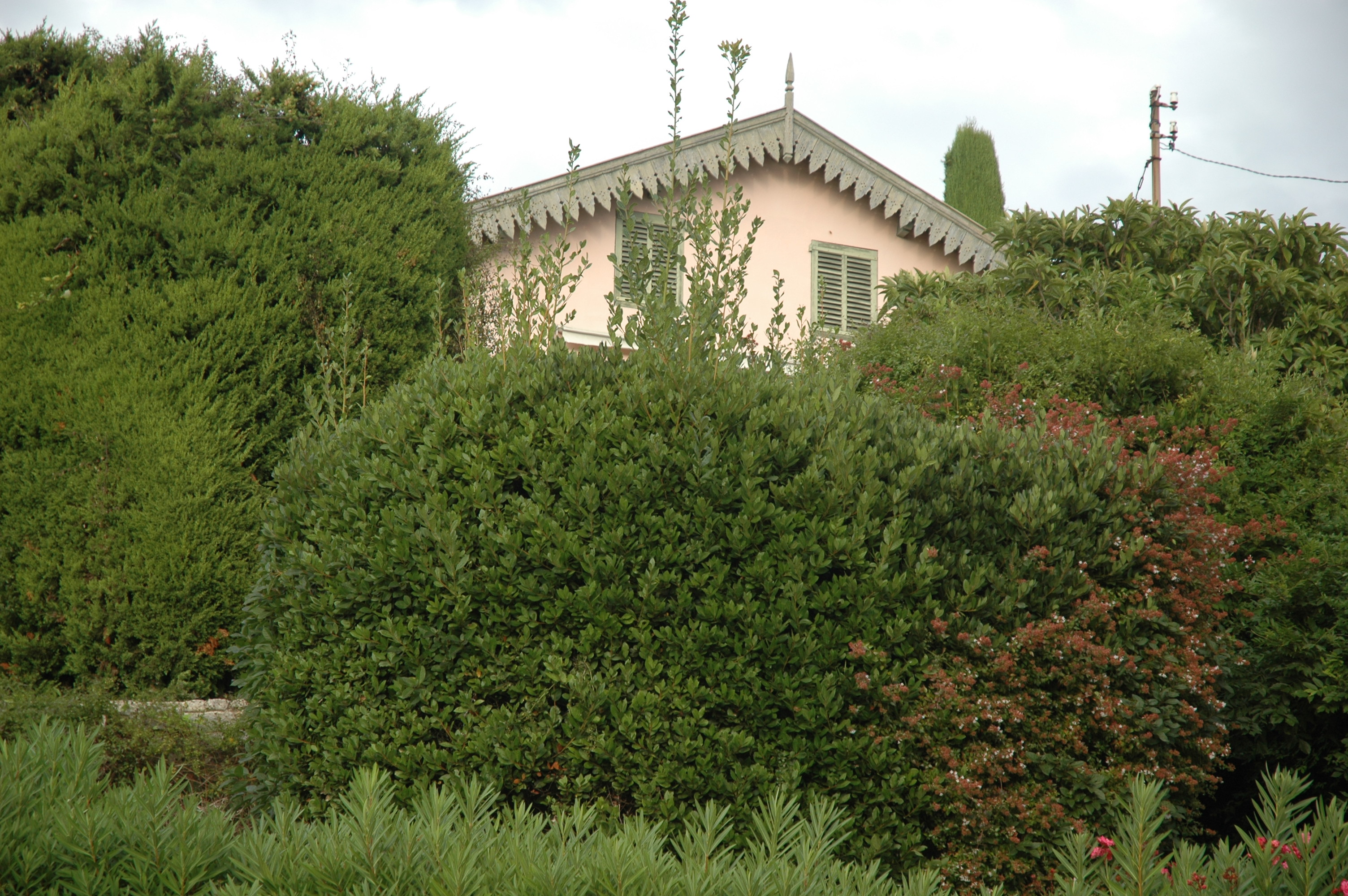
La maison de Pierre Bonnard, au Cannet, en zone italienne, où Dina Vierny trouve un temps refuge.

Maillol l'envoie chez Henri Matisse à Cimiez, quartier résidentiel de Nice, qui est alors en zone italienne. Il lui évite ainsi le port de l'étoile jaune, imposé le 6 juin 1942. Elle pose pour son hôte puis est présentée, en voisine, à Pierre Bonnard. Celui-ci, tel Marie Laurencin à Paris, n'hésite pas à prendre pour modèle une jeune femme en difficulté. Elle a pourtant des rondeurs qui n'en font pas le type du peintre. Elle participe au Comité Fry, que finance Eléonore Roosevelt et qui, en Zone sud, s'emploie, en coordination avec Lily Pastré, à exfiltrer des personnalités depuis Marseille, où se sont réfugiés un certain nombre d'intellectuels, tels André Breton, André Malraux, Jacques Lacan, mais aussi, telle Helen Hessel, les épouses des réfugiés allemands qui ont été internés dès avant la défaite dans le camp des Milles.
Au début de l'année 1943, alors que tombe le réseau russe de l'Action orthodoxe, elle est arrêtée par la Gestapo au cours d'une rafle opérée à l'Académie de la Grande Chaumière, à Paris. Des liasses de dollars, remis par le réseau Fry, sont trouvées. Elle est inculpée pour trafic de fausse monnaie. Elle subit douze interrogatoires dans un centre de torture, 80 avenue Foch, puis est emprisonnée à Fresnes, où le seront un an plus tard Robert Desnos et René Lacôte. Là, ce sont des policiers français qui la battent. Elle n'en parlera jamais. Elle est promise à la déportation, comme son père, qui, déporté le 7 décembre 1943 depuis Drancy par le convoi no 64, mourra le 12 décembre 1943 à Auschwitz.
Au bout de six mois de cette incarcération à Fresnes, en octobre 1943, Maillol profite de la visite à Banyuls du sculpteur officiel du régime nazi, Arno Breker, qui est un admirateur et est venu faire son portrait, pour rentrer avec celui-ci à Paris, où il doit superviser la fonte d'une sculpture. Arrivé à Paris, Werner Lange, officier « planqué » du Propagandastaffel qui a été du voyage et avait eu l'occasion de fréquenter Dina Vierny, obtient avec une étrange facilité la libération du modèle. Elle paraît exempte de toute trace de violences.
Elle est mise dans le train pour Banyuls, où Maillol la rejoint bientôt. Profondément marquée par sa détention, c'est durant cette période d'éloignement, alors que son mari se cache de son côté, que les liens avec celui-ci se distendent au point de rompre.
À la nouvelle du débarquement de Normandie, elle rejoint à Paris les rangs de ses camarades communistes préparant l'insurrection. En août, elle est sur les barricades. Durant l'épuration, elle est la seule à prendre la défense d'Arno Breker, n'hésitant pas à se déplacer jusqu'à Berlin.

### Galeriste (1944-1962)

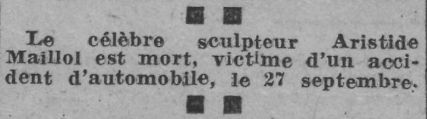
Annonce de la mort d'Aristide Maillol publiée, avec deux semaines de retard, dans Ce Soir du 11 octobre 1944.

Sans nouvelle de sa muse, Maillol, mal remis d'un accident de voiture, meurt le 27 septembre 1944 à Banyuls en écrivant « Libérez Dina ! »[réf. incomplète]. Il a désigné celle-ci pour être son exécuteur testamentaire. Elle est d'emblée chargée par Lucien Maillol (1896-1972), fils unique et héritier du sculpteur, de gérer et valoriser l'œuvre du « patron ». Elle va y consacrer le reste de sa vie en femme d'affaires responsable. Divorcée, elle épouse Jean Lorquin, son cadet de cinq ans dont elle aura deux fils : Olivier, né en 1949, et Bertrand (1952-2019).
Conseillée par Henri Matisse, qui prend auprès d'elle la place de protecteur qu'occupait Maillol, elle ouvre le 25 janvier 1947 une galerie à Saint-Germain-des-Près au 36, rue Jacob, dans un ancien bougnat réaménagé par l'architecte Auguste Perret. Elle est guidée dans son nouveau métier de marchande d'art par la galeriste Jeanne Bucher. Elle expose, entre autres, Maillol, Pablo Picasso et Henri Matisse. Elle s'efforce de promouvoir l'œuvre de Maillol auprès des musées, en particulier aux États-Unis.
Elle collectionne les œuvres de Vassili Kandinsky et, collaborant avec Nina Kandinsky, organise les expositions qui les imposent dans l'histoire de l'art moderne. Elle fait connaître aussi l’œuvre de Serge Poliakoff, de Jean-Pierre Laurens, de Jan Meyer, de Fahrelnissa Zeid, et des peintres du groupe Cobra. Dans les années 1960, elle fait découvrir les pionniers méconnus du Sots Art qu'elle a rencontré à Moscou au cours d'un voyage qu'elle a accompli en 1959 sur les traces de sa famille exterminée. Cette nouvelle avant-garde, ce sont des artistes tels qu'Ilia Kabakov, Erik Boulatov, Vladimir Yankilevsky, Mikhaïl Chemiakine, Lydie Masterkova.

### La fondation Dina-Vierny (1963-2009)

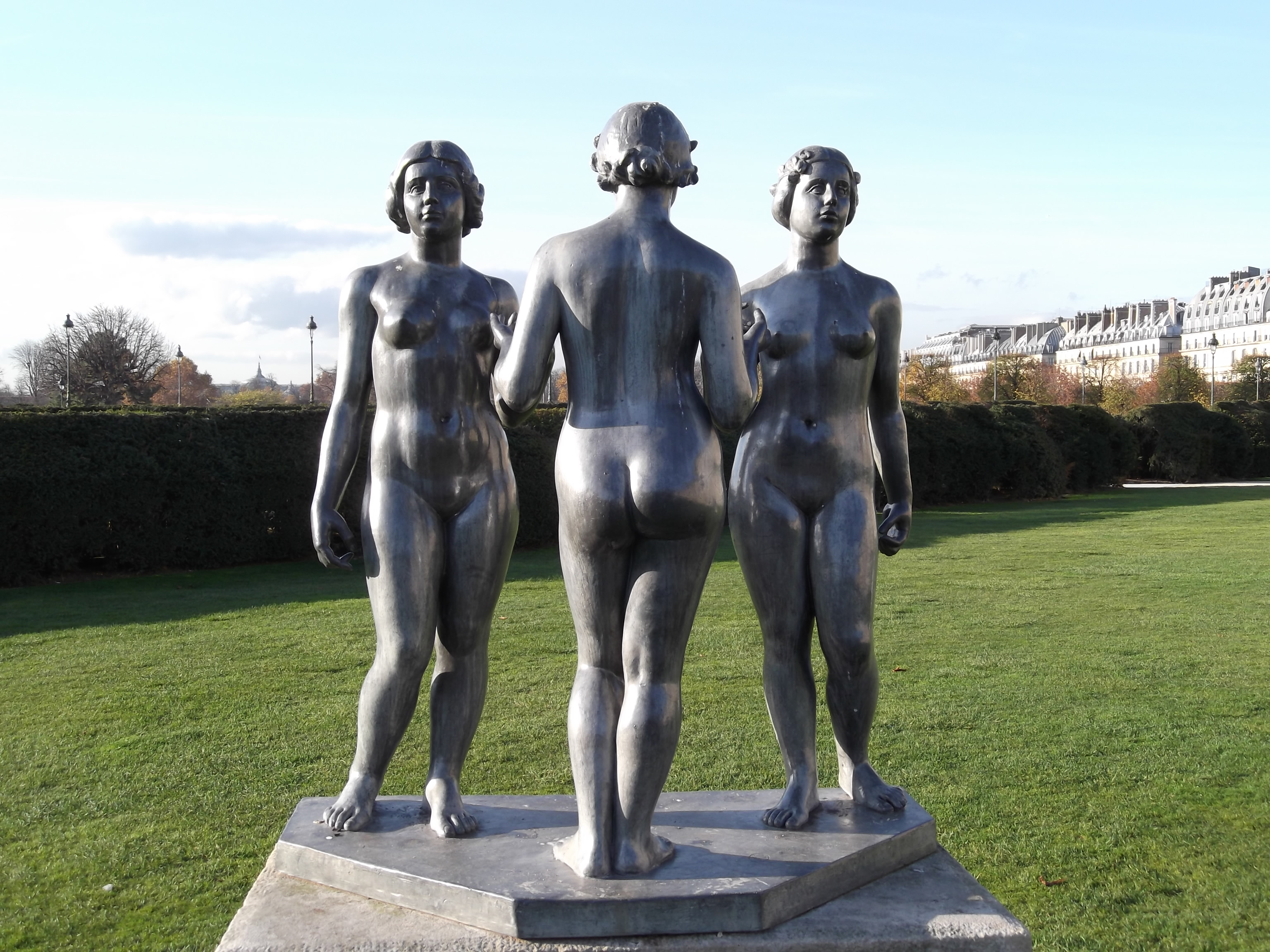
Aristide Maillol, Les Trois Grâces, Paris, jardin du Carrousel.

En 1963, elle sollicite le ministre de la Culture André Malraux pour restaurer une statue exposée dans le jardin des Tuileries à Paris. Malraux enchérit et lui propose d'installer là-même, en plein air, toutes les statues monumentales de Maillol qu'elle acceptera de donner à la République française. Dix huit statues sont installées en 1964; Dina Vierny elle-même supervisera leur installation, Robert Doisneau immortalisera la scène. C'est une redécouverte du maître qui, en vingt ans, avait sombré dans l'oubli. Sa restauratrice est saluée par la voix d'Arletty dans un très court métrage célébrant l'installation, Dina chez les rois.

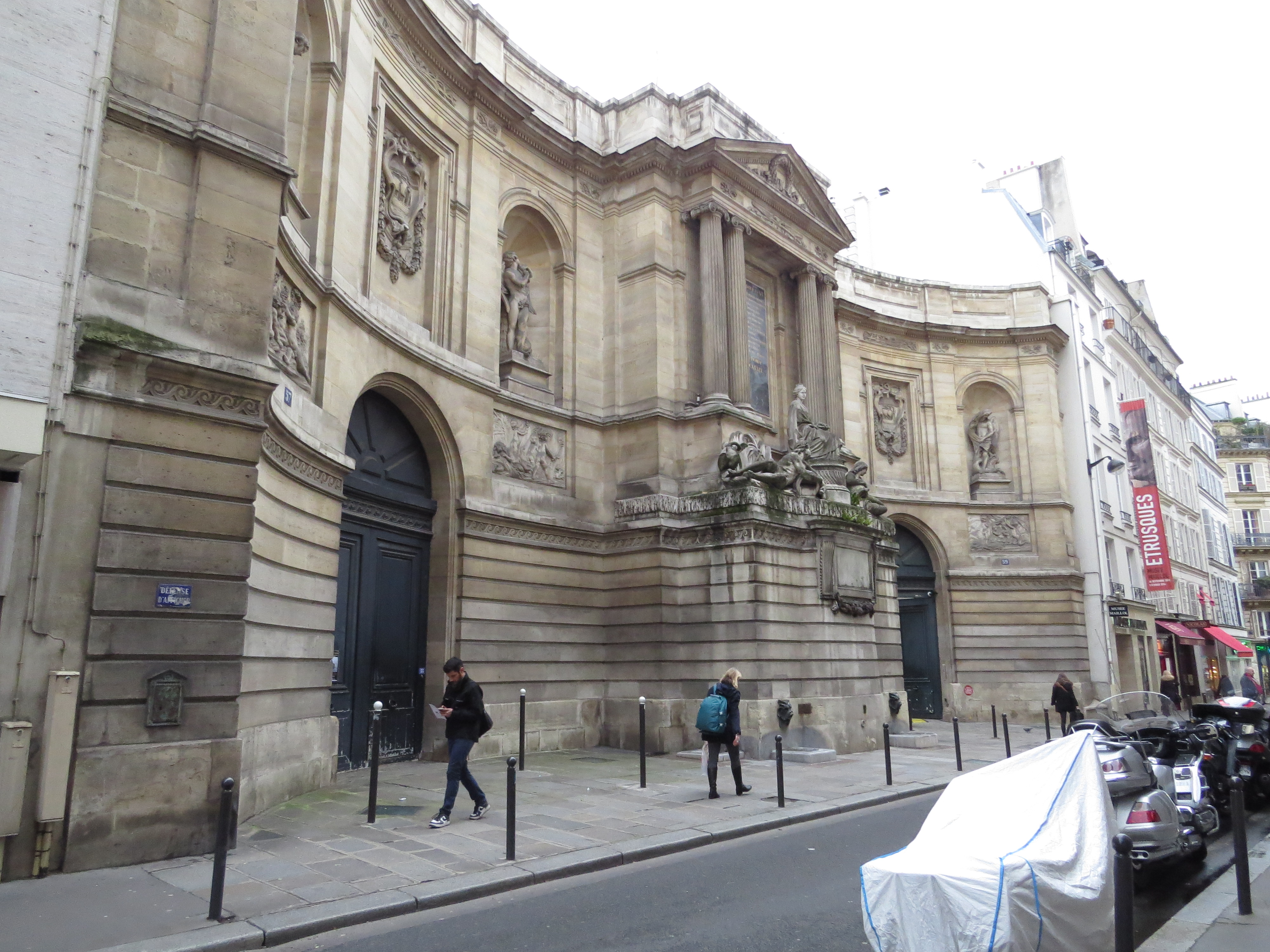
L'entrée du musée Maillol au 61, rue de Grenelle à Paris.

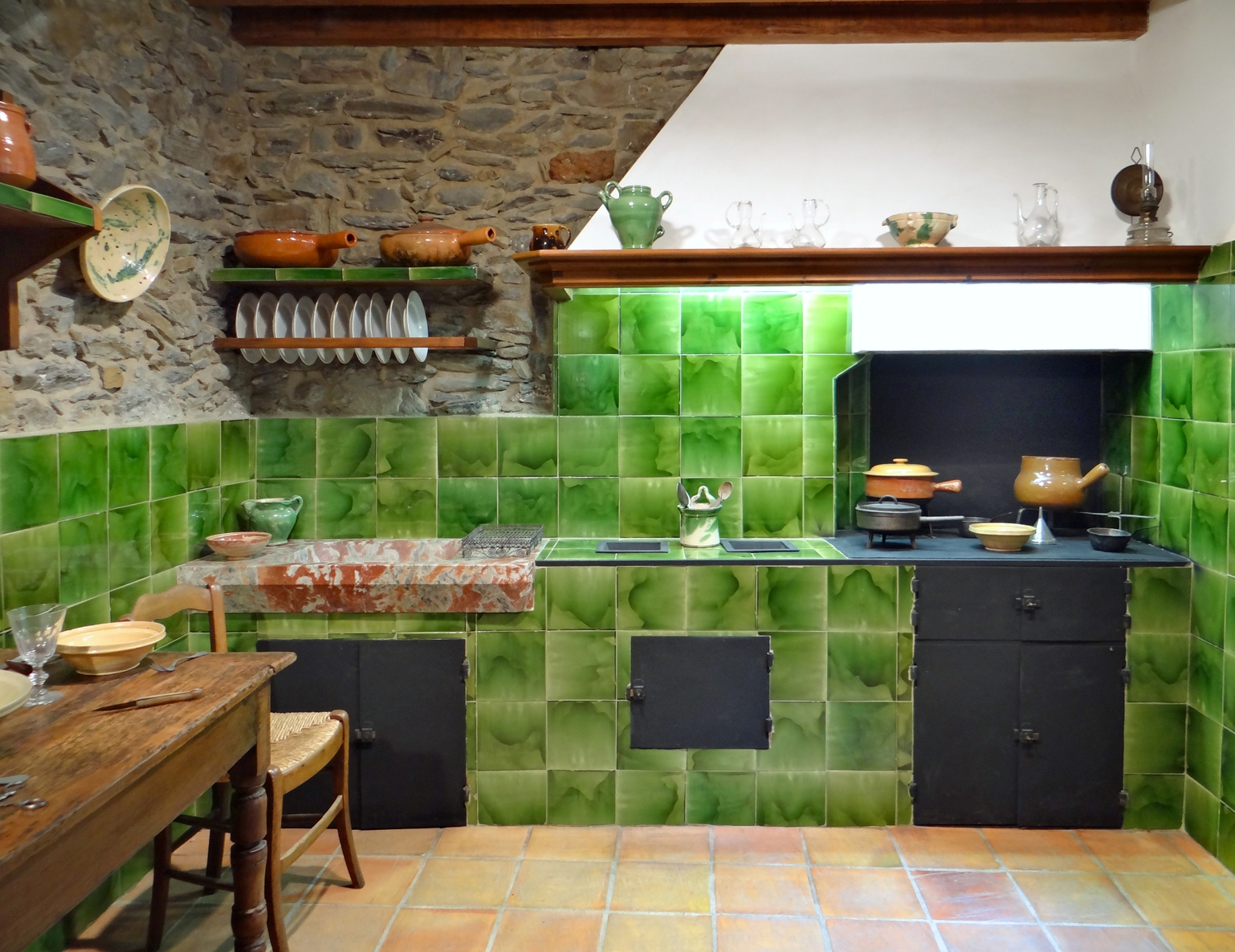
Restaurée par la fondation Dina-Vierny, la cuisine de La Métairie, où Maillol préparait le repas pour ses invités.

C'est à cette époque qu'elle envisage, pour faire connaître au public l'ensemble de l'œuvre d'Aristide Maillol, de créer une fondation, dont elle déposera les statuts en 1983. Elle va, trente ans durant, y consacrer toute son énergie, achetant une à une les pièces de l'hôtel particulier du XVIIIe siècle dont elle habite, dans le 7e arrondissement de Paris, un appartement. En 1972, Lucien Maillol, âgé de soixante treize ans, meurt sans enfant en léguant à Dina Vierny son bien, mais en réservant à sa maîtresse, Mlle Wessel, l'usufruit de la maison que son père avait acquise à Banyuls-sur-Mer. Le musée Maillol, propriété de la fondation Dina-Vierny, ouvre en 1995. Il est le résultat d'un travail de sauvegarde et de rénovation auquel Dina Vierny et l'architecte Pierre Devinoy, élève d'Auguste Perret, auront consacré dix-sept années.
Dina Vierny a voulu honorer la mémoire de l'artiste en créant un musée dans la métairie de l'artiste. Ferme isolée dans la vallée de la Roume, près de Banyuls-sur-Mer, Maillol y repose sous sa statue de la Méditerranée.
Vierny est décédée cinq jours avant son 90e anniversaire. Elle laisse dans le deuil ses deux fils, Olivier Lorquin, directeur du musée Maillol à Paris, et l'historien de l'art Bertrand Lorquin, conservateur du musée.

## Collection Vierny

### Postimpressionnistes et surréalistes

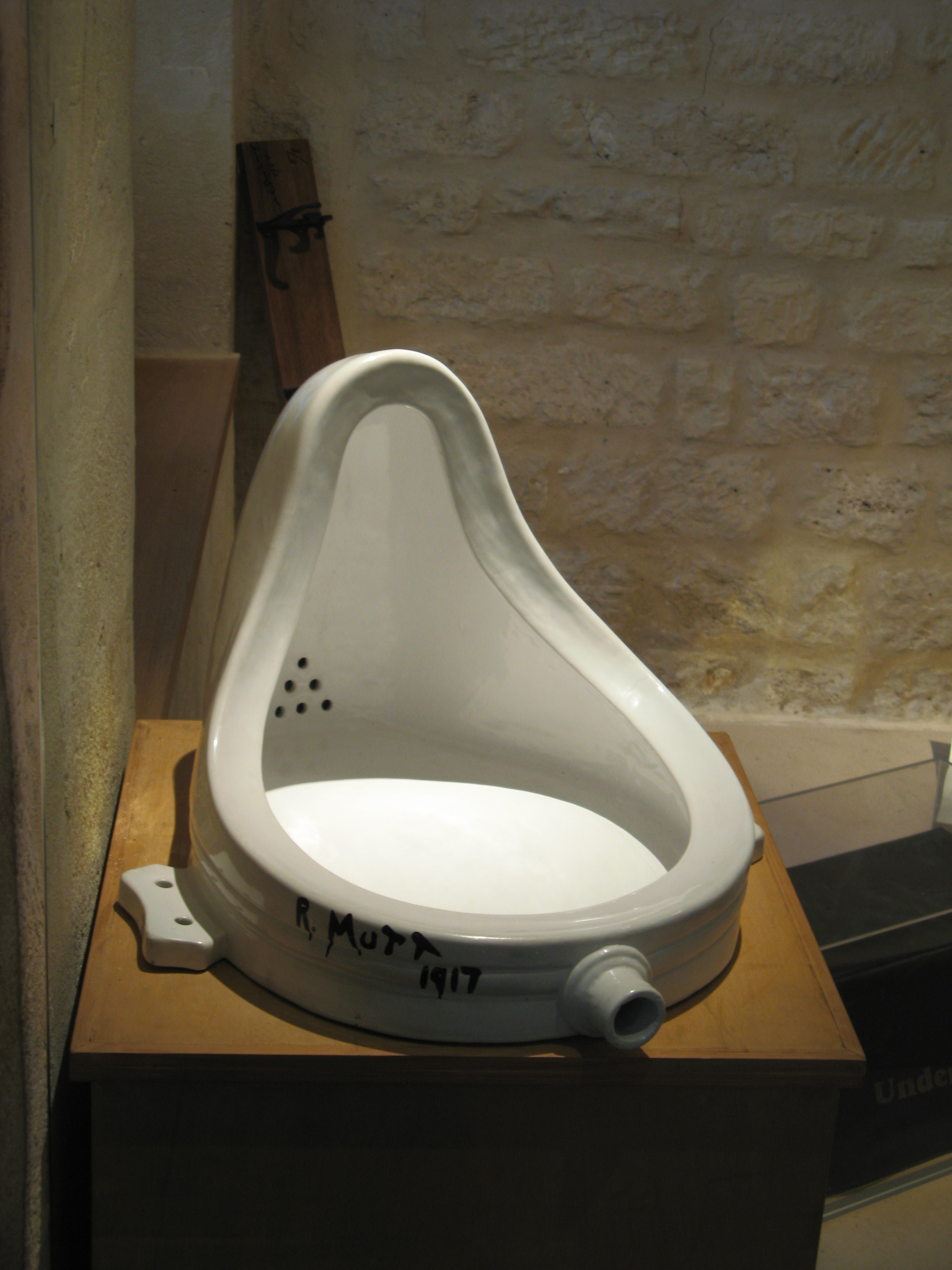
Un des originaux du ready-made Fontaine que possédait Dina Vierny.

La collection comporte principalement des œuvres des peintres qui furent ses amis ou leurs proches : Pierre Bonnard, Henri Matisse, Marcel Duchamp, Raymond Duchamp-Villon, Jacques Villon, Vassily Kandinsky.

### Primitifs modernes

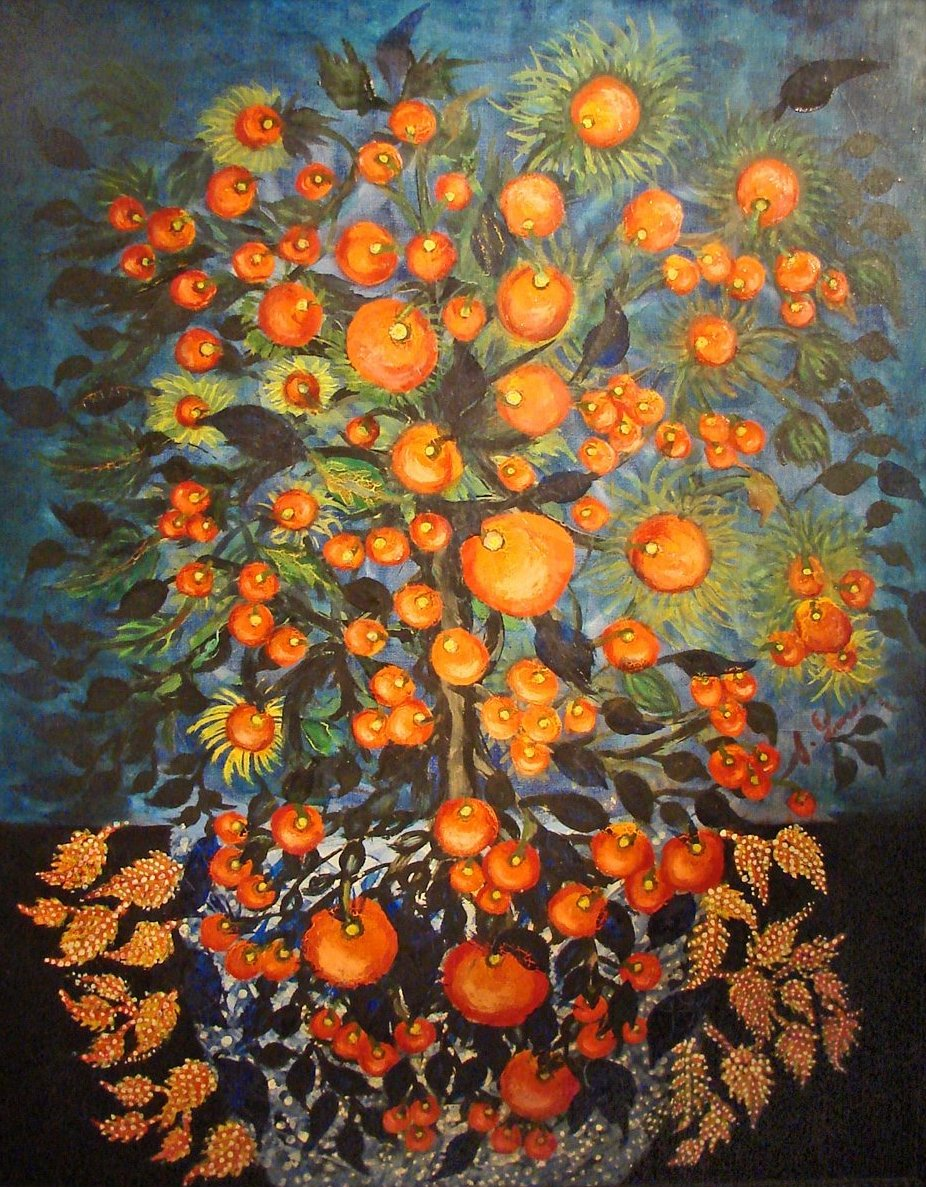
Séraphine de Senlis, Pommes aux feuilles (1928-1930), huile sur toile de la collection Dina Vierny.

Dina Vierny a réuni un certain nombre tableaux de peintres modernes naïfs, préfigurant l'art brut : ce sont Le Douanier Rousseau, André Bauchant, Louis Vivin, Camille Bombois, René Rimbert et Séraphine de Senlis. Cette collection est une des plus importantes dans le genre.

### Plangonophilie
Dina Vierny possédait une collection de poupées réputée être la plus remarquable jusqu'à ce qu'une partie soit vendue aux enchères en 1995 par la société Sotheby's. La collection rassemblait des poupées et des voitures miniatures, des maisons de poupées, des spécimens rares fabriqués en France et en Allemagne à la fin du XIXe siècle et au début du XXe siècle.

## Œuvre musicale
Interprète
- Chants des prisonniers sibériens d'aujourd'hui, 2C 068-96179, Pathé-Marconi, Paris, 1975, Vinyl, LP.

Rééd. Chants du Goulag, LDX 274933, Paris, Le Chant du Monde, 1992, CD.
Auteur
- « Cauchemars », in O. Guitarkine, O. Kostroff, А. Kalinine & О. Padkoviéroff, Un couteau pour Madame Müller, Saint-Pétersbourg, Enregistrements des Étoiles, 1997.

### Sources
1. ↑  Insee, « Extrait de l'acte de décès de Dina Aïbinder », sur MatchID.
2. 1 2 3 4 5 6 7 8  R. Gergorin, « Dina Vierny rejoint Maillol », in Artnet, Paris, 23 janvier 2009 (en ligne).
3. 1 2 3 4 5 6 7 8 9 10 11 12  Y. Stavridès, « La femme modèle », in L’Express, Paris, 1er juin 2000.
4. 1 2 3 4 5 6 7 8  Alain Jaubert, Histoire de ma vie, coll. « Témoins de l'art », Paris, Gallimard, 2009, quatrième de couverture.
5. 1 2 3 4 5 6 7 8 9 10 11 12 13  O. Lorquin, « Dina Vierny. Une vie vouée à l'art », Le Télégramme, Morlaix, 10 mars 2008  (ISSN 0751-5928) (en ligne).
6. ↑  Jardin de Cour de Düsseldorf (de).
7. ↑  W. Lange, Les artistes en France sous l'Occupation, p. 158, Rocher, Monaco, mars 2015  (ISBN 978-2-268-07649-2).
8. ↑  Serge Klarsfeld, Mémorial de la déportation des Juifs de France, Paris, FFDJ, 2012.
9. 1 2  W. Lange, Les Artistes en France sous l'Occupation, p. 154, Rocher, Monaco, mars 2015  (ISBN 978-2-268-07649-2).
10. ↑  W. Lange, Les artistes en France sous l'Occupation, p. 157, Rocher, Monaco, mars 2015  (ISBN 978-2-268-07649-2).
11. 1 2  W. Lange, Les Artistes en France sous l'Occupation, p. 159, Rocher, Monaco, mars 2015  (ISBN 978-2-268-07649-2).
12. ↑  W. Lange, Les Artistes en France sous l'Occupation, p. 160, Rocher, Monaco, 2015  (ISBN 978-2-268-07649-2).
13. 1 2  AFP, « L'héritier du sculpteur Maillol revient sur une vente d'œuvres détournées », Huffington Post, Québec, 21 décembre 2013 (en ligne).
14. ↑  « Décès de l’historien de l’art Bertrand Lorquin », connaissancedesarts.com, 4 mars 2019.
15. ↑  (en) « Exposition inaugurale de la galerie, 1947 », sur Galerie Dina Vierny (consulté le 7 février 2025)
16. ↑  André Malraux, « Présentation du budget des affaires culturelles », sur Assemblée nationale, 9 novembre 1963 (consulté le 25 juillet 2017).
17. ↑  « ROBERT DOISNEAU, SCULPTEURS ET SCULPTURES », sur Musée Rodin, 2015 (consulté le 25 juillet 2017).
18. ↑  Dominique Delouche, Dina chez les rois, Les films du prieuré, Paris, 1966, 9 min.
19. ↑  « Fondation Dina Vierny », Société.com, Paris.

### Documentaires
- Alain Jaubert, Marie José Jaubert, Dina Vierny, une vie pour l'art, Palette production, Paris, 2006, 52 min.
- C. Aventurier, Aristide Maillol-Dina Vierny, un Pygmalion et sa muse, MFP, Paris, 2016, 55 min.